# 古作登
古作 登（こさく のぼる、1963年 - ）は、日本の将棋アマ強豪、元ジャーナリスト・編集者、頭脳スポーツ研究者。奈良県在住。
大阪商業大学アミューズメント産業研究所主任研究員、大阪商業大学非常勤講師。

## 経歴
早稲田大学教育学部教育学科教育心理学専修卒業。
8歳で将棋を覚え、少年時代から将棋アマチュア強豪として知られる。1979年、筑波大学付属高等学校時代に全国高校将棋選手権優勝、同年には16歳にして全国アマチュア王座戦で準優勝。この年、非公式ながらプロアマオープン戦という『将棋世界』誌上の企画で当時プロデビューしたての脇謙二(当時四段)と対局している。翌1980年には社会人VS学生対抗戦で学生側として出場、第2局で真剣師の小池重明 (当時32歳) と対局し勝利した。
早稲田大学在学中に関東新人王・東日本学生名人等を獲得、その後1982年に新進棋士奨励会へ1級で入会するも1989年三段で退会、同期に森内俊之や羽生善治がいた。
退会後は毎日コミュニケーションズ（現・マイナビ）に入社し、「週刊将棋」の編集に従事し、1996年～2002年迄編集長。のち、囲碁書籍編集長、アミューズメント編集課長、ネット事業課長を経て、退職。また1996～98年に渡り、NHK・BS2「囲碁・将棋ウィークリー」司会も担当。
2007年に女流棋士が日本将棋連盟から独立する運動が起きた際は、設立準備委員会の広報担当を務めた。
2008年から2011年、大阪商業大学アミューズメント産業研究所研究員。2018年から大阪商業大学公共学部助教。2011年から大阪商業大学アミューズメント産業研究所主任研究員。将棋・囲碁をメインとした頭脳スポーツ全般を研究している。その為、将棋だけでなく囲碁への造詣も深い。古作は自身のFaceBookにて囲碁は自称アマチュア四段としており、近年では囲碁に関係する研究論文等も執筆している。
2017年の第30回アマチュア竜王戦で4位となり、第31期竜王戦6組の出場権を得た。54歳での公式戦初出場は、アマチュア最年長記録である。ランキング戦1回戦で浦野真彦に敗れた。
2018年の第31回アマチュア竜王戦で3位となり、2期続けて竜王戦6組の出場権を得るも、ランキング戦1回戦で神崎健二に敗れた。
2019年の第32回アマチュア竜王戦で再び4位となり、3期続けて竜王戦6組に出場。ランキング戦1回戦で奨励会員の古賀悠聖に敗れた。

## エピソード
2012年、同年から入玉宣言法が試験的に導入されていた第66回全日本アマチュア将棋名人戦に奈良県代表として出場し3位入賞を果たした古作は、途中3回戦で栃木県代表の桐山隆と対局した際、1局目は千日手指し直しとなった。2局目、今度は持将棋模様となる中での最終盤、入玉に成功した古作は相入玉の末、当時導入されたばかりの「入玉宣言法」により勝利し、同大会における入玉宣言法の適用第1号となった。
現在、日本将棋連盟が公式に定めている入玉宣言法には24点法と27点法の2つがあり、この大会では27点法が導入されていた。ただどちらも成立に幾つかの要件があり、更に宣言した方がそれら全てを満たさなければならず、1つでも該当しない項目があれば不成立となり宣言した側の負けとなるという規定がある。将棋の性質上、宣言法が成立するのは最終盤である事、とりわけ上位者同士の対局では終盤は秒読みになっている事が多く、また対局時計が止められるのは宣言後なので、秒読みの中で全ての条件を満たしているか見極める必要があり、難易度が高い為か失敗を恐れて宣言を躊躇する者も少なからずいたと言われている中、後手番だった古作が274手目に自ら宣言、判定の結果、全ての条件を満たしていた為に宣言は成立となり、規定により古作の勝利となった。

## 著書
- 『よくわかる将棋入門』 渡辺明 (監修) 小学館 2008年
- 『人間に勝つコンピュータ将棋の作り方』 瀧澤武信編著、共著者（松原仁、古作登、橋本剛、小谷善行、鶴岡慶雅、山下宏、金子知適、保木邦仁、伊藤毅志、竹内章、篠田正人）、コンピュータ将棋協会(監修)　技術評論社 2012年